# Forum des langues polynésiennes
Le Forum des langues polynésiennes (en anglais Polynesian Languages Forum) est un forum des langues polynésiennes, né sur initiative du Te Taura Whiri i te Reo Māori (maori), et réuni pour la première fois à Hamilton, les 21 à 23 février 1991.
Le Forum rassemble les États suivants :
- Hawaï (États-Unis)
- Tahiti (France)
- Niue
- Samoa
- Tuvalu
- île de Pâques (Chili)
- Wallis-et-Futuna (France)
- Aotearoa - Nouvelle-Zélande
- îles Cook
- Tonga
- Samoa américaines (États-Unis)
- Tokelau (Nouvelle-Zélande)
- Rotuma (Fidji)
- Fidji

Les objectifs du Forum sont :
- de partager les idées et les informations sur le façons de mieux maintenir et de promouvoir les différentes langues polynésiennes, dans leurs formes écrites et parlées, dans l'éducation, les services publics, la loi et la vie quotidienne ;
- de partager et échanger les néologismes créés dans leurs langues respectives (base de données) ;
- de partager et échanger idées, informations et expériences sur les façons d'étendre les vocabulaires, y compris le réemploi de mots hors d'usage et la création de nouveaux termes ;
- de partager et échanger idées, informations et expériences sur les méthodes d'apprentissage et d'éducation ;
- de partager et échanger matériaux pédagogiques comme des livres, des posters, des vidéos et des logiciels ;
- de promouvoir les objectifs du Forum auprès des gouvernements des nations participantes ;
- d'informer les gouvernements des nations sur l'état de leurs langues polynésiennes.

Réunions du Forum :
- 1er forum: 21-23 février 1991 à Hamilton (Nouvelle-Zélande)
- 2e forum : 4-7 mai 1992 à Papeete (Tahiti)
- 3e forum : 15-19 mai 1993 à Hilo (Hawaii)
- 4e forum : 7-11 août 1995 à Wellington (Nlle-Zélande)
- 5e forum : 21-27 mars 1998 à Pirae (Tahiti)
- 6e forum : 27-30 mars 2000 à Hanga Roa, (île de Pâques)
- 7e forum : 30 juin, 1er-3 juillet 2003 à l'université Victoria, Wellington.

Faute de moyens financiers, les réunions se sont arrêtées près de 15 ans. 
- 8e forum : 12 - 16 septembre 2016	à Papeete (Tahiti)[1]